# Clifton Collins Jr.
Clifton Craig Collins Junior (Los Angeles, 16 de junho de 1970) é um ator e dublador norte-americano.
Clifton nasceu em Los Angeles, Califórnia, é neto do ator mexicano Pedro Gonzalez Gonzalez. Foi algumas vezes creditado como Clifton Gonzales para homenagear ao seu avô. Participou de diversos géneros de filmes, fazendo papéis totalmente diferentes um do outro, em 1997 fez One Eight Seven, em 1998 fez  A Wonderful Ice Cream Suit, em 2000 retratou um papel de um gay assassino em Traffic, em 2002 ele desempenhou o papel de Buddy no filme Confissões de Uma Garota Americana, em 2005 ganhou elogios por seu retrato sutil do assassino Perry Smith, em 2005 também estrelou Dirty, do vencedor do Oscar Cuba Gooding Jr.. Em 2006 pegou um papel pequeno em Babel, dirigido por Alejandro González Iñárritu. Em 2009 surge outro grande projeto para Collins, um filme chamado Brothers (br: Entre irmãos), em que Natalie Portman, Tobey Maguire e Jake Gyllenhaal formam um triangulo amoroso.
Em 2008, Collins participou de 2 videos musicais para o grupo de música country, Zac Brown Band.
Collins está atualmente estrelando na comédia Sunshine Cleaning com Amy Adams, Emily Blunt e Alan Arkin.
Collins expressou o personagem ficticio de Video game, Cesar Vialpando em Grand Theft Auto: San Andreas.
Em 2014 Collins atuou ao lado de Johnny Depp, Morgan Freeman, Rebecca Hall, Paul Bettany, Chad Brummett, Cillian Murphy, a ficção tecnológica Transcendence escrito por Jack Paglen, dirigido por Wally Pfister. No filme ele interpreta um Martin, um trabalhador de uma indústria de alta tecnologia controlada por uma inteligência artificial, um atentado contra Martin deixa-o  em risco de morte, mas a inteligência artificial salva a vida dele e conecta o sistema.

## Filmografia
- Grand Canyon - A Ansiedade de Uma Geração (1991)
- Sem Medo No Coração (1993)
- Perigo para Sociedade (1993)
- Fortress (1993)
- Ambição em Alta Voltagem (1995)
- Assassinos Substitutos (1998)
- Traffic (2000)
- Tigerland - A Caminho da Guerra (2000)
- O Round Final (2000)
- A Última Fortaleza (2001)
- As Regras da Atração (2002)
- Testemunha Ocular (2003)
- Caçadores de Mentes (2004)
- Capote (2005)
- Babel (2006)
- Sunshine Cleaning (2008)
- Star Trek (2009)
- Extract (2009)
- Crank 2: High Voltage (2009)
- Entre Irmãos (2010)
- Transcendence (2014)
- The Vault (2017)
- The Mule (2018)

## Séries/Participações
- Chuck Norris é a Lei (1993)
- Alias (2001)
- Thief (2006)
  - Episódiosː
    - "Pilot" (2006)
    - "No Direction Home" (2006)
    - "In the Wind" (2006)
    - "I Ain't Goin' to Jail for Anyone" (2006)
    - "Flight" (2006)
    - "Everything That Rises Must Converge" (2006)

## Dublagens
- Grand Theft Auto: San Andreas (2004)